# Kalló Viktor
Kalló Viktor (Babócsa, 1931. július 12. – Budapest, 2014. november 19.) Munkácsy Mihály-díjjal és érdemes művészi díjjal kitüntetett magyar szobrászművész.

## Pályafutása
Kalló Viktor a Somogy vármegyei Babócsán született 1931. július 12-én. Nehéz körülmények között nevelkedett. Szülei elhagyták, nagymamája vette magához. Kettejük között mély, tartós kapcsolat alakult ki, amely végig kihatott művészetére. Nagyanyja olvasott, művelt nő volt, és nemcsak gondozta, hanem nevelte unokáját. Az elemi iskola elvégzése után Kalló Viktor nem tanulhatott tovább; négy éven át különböző munkákat kellett vállalnia. Volt kifutó a Hangya élelmiszer szövetkezetben, dolgozott erdőmunkásokkal, majd kőműves segédmunkás lett. 1945 után lakatosszakmát szerzett. A pécsi belvárosi plébániatemplom vasrácsa részben az ő keze munkáját dicséri. Ekkor kezdett el érdeklődni a képzőművészet iránt, rajzolni kezdett.
1950-ben felfigyeltek egy kiállításon szereplő rajzára, s azt javasolták neki, hogy jelentkezzen a Képzőművészeti Főiskolára. Még abban az évben felvették. A főiskola elvégzése után megnősült. Több alkalommal katonai szolgálatra hívták be. 1956-ban Nagyatádon szolgált. A budapesti eseményekről részben hírekből, részben leszerelés után közvetlenül szerzett tudomást. Az 56-os forradalom élményei meghatározták gondolkozását, emberi és művészi magatartását, művészi szemléletét, és arra ösztönözték, hogy élményeit a szobrászat nyelvén fogalmazza meg.
Művészi pályáját akkor kezdte, amikor a magyar művészetre a szocialista realizmus volt jellemző. Ez a hatás érződött munkáin, ugyanakkor a realista ábrázolást ötvözni tudta egyéni kifejezésmódjával, gyakran élt elvontabb, modern kifejező eszközökkel. Az absztrakt is jelen volt az alkotásaiban. Sikerei előmozdították művészetének kibontakozását, megbecsülést szereztek számára a művészeti közéletben. Kompozícióit nagy körültekintéssel, következetesen építette fel, nagy egységbe vonva a részletformákat, növelve a formák plasztikáját, ezzel fokozta kifejező erejüket. Közvetlen kapcsolata volt a természettel, ami megnyilvánult az állatábrázolásában is. De mindig fontos volt neki a szépség visszaadása, akár ember, akár állat volt a modell. Egyik legszebb munkája a Vágta, ahol az esztétikum mellett a szabadság érzését jelenítette meg. Az ember szinte az arcában érzi a szelet. Számos történelmi portré készítésére is felkérték.
1958. február 17-én a Kalló Viktor az elsők között költözött a XIII. kerületbe, a Máglya közi műterembe. A Magyar Filmhíradó így számolt be róla „Művészház Angyalföldön címmel”: Angyalföldön, a Váci út szomszédságában, a Fiastyúk utcai lakótelepen új típusú ház épült. A műhelyszerű bejárat mögött meglepetés fogad, a kormány fiatal művészek részére olyan műteremházat adott át, ahol minden lakás mellé műtermet építettek. Az egyik lakás műtermében Kalló Viktor, a Köztársaság téren felállítandó mártír emlékművet készíti.
Ötven évvel ezelőtt, 1964 december 3-án írták a Magyar Nemzetben: „A XIII. kerület központjában, a szépen rendbe hozott parkosított Béke téren új emlékművet avatnak fel a felszabadulási évforduló tiszteletére. A Béke és barátság emlékműve kétalakos kompozíció lesz. A két bronzalakot Kalló Viktor szobrászművész mintázta, az architektúrát Skoda Lajos építőművész tervezte.” A szobrot sajnos 1992-ben a szoborparkba szállították el.
Közel 60 köztéri alkotást készített. 4 szobrát helyezték el otthonában, a XIII. kerületben. A Váci úton a Láng Gépgyár irodaház előtt 1968-ban az „Álló munkás kerékkel”. Jelenleg a gyár belső udvarán található a szobor.
Kalló Viktor számára igen tragikusan alakult a rendszerváltás utáni időszak. Politikai témájú szobrainak nagy részét eltávolították, és Viktor fiát is elveszítette. Ezek után visszavonultan élt otthonában, a Máglya közben.

## Köztéri művei
- Fürst Sándor (bronz mellszobor, 1958, Szombathely)
- Fiatal lány (bronz, 1959, Budapest, Hungária Műanyagfeldolgozó Vállalat)
- Kakas, Vadliba (vörösréz domborítás, 1959, Pécs, Kőrösi Csoma Sándor u.)
- Mártíremlékmű (bronz, 1960, Budapest, VIII. ker., Köztársaság tér, 1992-ben a Budatétényi Szoborparkban helyezték el)
- Marx (mészkő portré, 1961, Szeged, Marx tér, ?)
- Tanácsköztársasági emlékmű (bronz, 1961, Békéscsaba, 1919-esek tere, 1992 augusztusában elszállították)
- Károlyi Mihály (mészkő portré, 1963, Heves)
- Álló nő (bronz, 1963, Budapest, XXII. ker., Baross Gábor telep)
- Ipari tanuló (vörösréz domborítás, 1963, Székesfehérvár, Seregélyesi út 88-90., Árpád Szakmunkásképző bejárata - elhelyezve)
- Marx (mészkő portré, 1963, Budapest, V. ker., Városház u., Pest megyei Tanács)
- Ülő nő (mészkő, 1963, Tihany, Filmszínház)
- Ércbányász (krómacél, 1964, Pécs, 39-es dandár út, Ércbánya Vállalat Irodaháza)
- Károlyi Mihály (mészkő emléktábla 1965, Budapest, V. ker., Károlyi Mihály u.)
- Felszabadulási emlékmű (bronz, beton, 1965, Budapest, XIII. ker., Béke tér, 1992-ben a Budatétényi Szoborparkban elhelyezve)
- Lenin (vörösrézlemez domborítású portré, 1965, Kiskunfélegyháza, Magyar Szocialista Munkáspárt Városi Bizottsága)
- Boleman Géza (mészkő mellszobor, 1966, Sopron, Erdészeti Egyetem)
- Halak (vörösréz, krómacél mobil, 1967, Salgótarján, Strand)
- Zenélő nő (márvány, 1967, Budapest, Kacsóh Pongrác úti lakótelep)
- Ülő nő (márvány, 1968, Salgótarján, Megyei Kórház)
- Anya gyermekével (mészkő, 1968, Kisvárda, Kórház)
- Álló munkás (bronz, 1968, Dombóvár, Láng Gépgyár)
- Álló munkás kerékkel (kő, 1968, Budapest, XIII. ker.)
- Őzsuta (vörösrézlemez domborítás, 1968, Börzsönyliget, Láng Gépgyár Gyermeküdülője)
- Tanácsköztársasági emléktábla (márvány, ólom, 1969, Budapest, Magyar Hajó- és Darugyár)
- Komját Aladár (bronz portrédombormű, 1969, Budapest, XIII. ker., Váci út, Villamosberendezés és Készülék Művek)
- Hatszáz év (vörösréz, 1969, Kecskemét, Arany Homok Szálló)
- Felszabadulási emlékmű (vörösréz, 1969, Rétság)
- Ülő nő (márvány, 1970, Balatonöszöd, Minisztertanács Üdülő)
- Lenin (réz dombormű, 1970, Tatabánya, Magyar Szocialista Munkáspárt Komárom megyei Bizottsága)
- Lenin (bronz, 1971, Békéscsaba, Szabadság tér, 1990 után lebontva)
- Kun Béla (mészkő mellszobor, 1971, Budapest, XI. ker., Andor u., AKÖV)
- Millenniumi emlékmű (bronz és beton, 1972, Székesfehérvár, Öreg-hegy, Skoda Lajossal)
- Lenin (vörösrézlemez portrédombormű, 1973, Budapest, V. ker., Városház u., Fővárosi Tanács, ?)
- Lenin (márvány portrédombormű, 1974, Budapest, V. ker., Semmelweis u., Szovjet Kultúra és Tudomány Háza)
- Lenin (bronz, 1985, Debrecen, Művelődési Központ előtti tér, 1990 után lebontva)
- Lenin (kő portré, 1975, Nyíregyháza, TF)
- Marx (bronz, 1976, Zalaegerszeg, Megyei Pártbizottság Oktatási Igazgatósága)
- Boci (mészkő, 1976, Kecskemét, Széchenyi Város, Óvoda)
- Szövőnő (vörösrézlemez, műkő, 1977, Tata, Városközpont, 1990 után lebontva)
- Elektromosság (krómacél, vörösréz, 1977, Budapest, XIII. ker., Váci út, Elektromos Művek)
- Károlyi Mihály (mészkő, bronz portrédombormű, 1979, Fót, Gyermekváros IX. Épület)
- Hatszázhuszonötödik évforduló (mészkő, krómacél, 1980, Mosonmagyaróvár)
- Hatszázéves évforduló emlékkő (beton, krómacél, 1981, Szikszó)
- Zichy Mihály (kő, 1982, Tab, Művelődési Háza)
- Összefogás (krómacél, 1982, Budapest, XXII. ker., Rózsa Richárd lakótelep)
- Lenin (vörösrézlemez domborítás, 1982, Salgótarján, Magyar Szocialista Munkáspárt Nógrád megyei Bizottsága)
- Üvegfúvók (réz, üveg, 1983, Salgótarján)
- A néphatalom hőseinek emlékhelye (márvány, 1983, Budapest, VIII. ker., Köztársaság tér, a Mártíremlékmű kiegészítése, 1992-ben a Budatétényi Szoborparkban helyezték el)
- Dr. Pethő András (rézlemez, 1984, Budapest, XII. ker., Kútvölgyi út, Mozgássérültek Intézete)
- Latinka Sándor (réz, 1984, Budapest, XIX. ker., Kossuth tér, Latinka Sándor Szakmunkásképző Intézet)
- Három tavasz (vörösréz dombormű, 1985, Encs, Jubileumi Park)
- Kun Béla (bronz emléktábla, 1986, Budapest, XXII. ker., Tanácsház tér)
- Garbai Sándor (bronz mellszobor, 1987, Kiskunhalas)
- Nagy Imre (bronz emléktábla, 1994, Budapest, Corvinus Egyetem, eltávolítva 2014-ben)

## Egyéni kiállítások
- 1976 • Madách Imre Művelődési Központ, Vác
- 1976 • Zalaegerszeg
- 1977 • Komárom megyei Művelődési Központ, Tata
- 1977 • Hazafias Népfront, Budapest
- 1978 • Elzett Művek, Berettyóújfalu
- 1981 • Dráva Múzeum, Barcs
- 1983 • Hőgyészi Művelődési Ház, Hőgyész
- 1998 • martonvásári Macska Panzió, Martonvásár

## Díjak, elismerések
- 1958 • Derkovits-ösztöndíj
- 1960 • Szakszervezetek Országos Tanácsa-díj
- 1961 • Munkácsy-díj
- 1980 • Szakszervezetek Országos Tanácsa-díj
- 1981 • Munka Érdemrend arany fokozata
- 1984 • Magyarország Érdemes Művésze díj

## Bibliográfia
- 1978 • Újvári Béla: Kalló Viktor (Mai magyar művészet) Képzőművészeti Alap Kiadóvállalat
- 1980 • LÓSKA L.: Egy művész ötven után. Beszélgetés Kalló Viktorral, in: Múzeum 1980/6.
- 1989 • „Szobrász vagyok, teremtő munkás” Pilismaróti beszélgetés Kalló Viktorral, Dolgozók Lapja (1989.04.15.)
- 1992 • KOVÁCS P.: A tegnap szobrai. Fejezetek a magyar szobrászat közelmúltjából, Szombathely
- 1998 • Budapest köztéri szobrai és emléktáblái 1985–1998, Budapest Galéria, Budapest